# حزب الاتحاد الديمقراطي (مصر)
حزب الاتحاد الديمقراطي حزب سياسي مصري أسسه المحاسب محمد ترك عام 1990 بحكم محكمة القضاء الإداري.يتبنى الحزب قضية عودة الوحدة بين مصر والسودان.و جاءت فكرة تأسيس الحزب بعد أن اقنع الميرغني محمد ترك بفكرة تأسيس الحزب قائما على تلك الفكرة.

## برنامج الحزب
أولاً: حماية ودعم الحقوق السياسية والشخصية للفرد.
ثانياً: تحقيق تنمية اقتصادية شاملة.
ثالثاً: العمل علي النهوض بالمرافق العامة المصرية.
رابعاً: وضع ضوابط لسياسية خارجية رشيدة تحفظ لمصر مكانتها وكرامتها